# وارنسبورغ
وارنسبورغ (ميزوري) (بالإنجليزية: Warrensburg, Missouri)‏ هي مدينة تقع في الولايات المتحدة في مقاطعة جونسون. يقدر عدد سكانها بـ 18,838 نسمة ومساحتها 23.10 كم2 وترتفع عن سطح البحر 263 متر.

## التركيبة السكانية
قام مكتب تعداد الولايات المتحدة بتحديد بيانات التركيبة السكانية لوارنسبورغفي تعداد الولايات المتحدة. في ما يلي، التركيبة السكانية حسب تعدادي 2000 و2010.

### تعداد عام 2000
بلغ عدد سكان وارنسبورغ 16,340 نسمة بحسب تعداد عام 2000، وبلغ عدد الأسر 5,951 أسرة وعدد العائلات 3,035 عائلة مقيمة في المدينة. في حين سجلت الكثافة السكانية 1,938.5 نسمة لكل ميل مربع (748.5/كم2). وبلغ عدد الوحدات السكنية 6,380 وحدة بمتوسط كثافة قدره 756.9 نسمة لكل ميل مربع (292.2/كم2).
وتوزع التركيب العرقي للمدينة بنسبة 90% من البيض و 0.64% من الأمريكيين الأصليين و 2.79% من الأمريكيين ذوي الأصول الآسيوية و 0.14% من سكان جزر المحيط الهادئ و 6.46% من الأمريكيين الأفارقة و 2.28% من عرقين مختلطين أو أكثر.
بلغ عدد الأسر 3,951 أسرة كانت نسبة 26.6% منها لديها أطفال تحت سن الثامنة عشر تعيش معهم، وبلغت نسبة الأزواج القاطنين مع بعضهم البعض 38.5% من أصل المجموع الكلي للأسر، ونسبة 9.9% من الأسر كان لديها معيلات من الإناث دون وجود شريك، وكانت نسبة 49.0% من غير العائلات. تألفت نسبة 30.8% من أصل جميع الأسر من أفراد ونسبة 8.5% كانوا يعيش معهم شخص وحيد يبلغ من العمر 65 عاماً فما فوق. وبلغ متوسط حجم الأسرة المعيشية 2.93، أما متوسط حجم العائلات فبلغ 2.29.
بلغ العمر الوسطي للسكان 23 عاماً. وكانت نسبة 18.0% من القاطنين تحت سن الثامنة عشر، وكانت نسبة 36.5% بين الثامنة عشر والأربعة وعشرون عاماً، ونسبة 22.8% كانت واقعةً في الفئة العمرية ما بين الخامسة والعشرون حتى والأربعة وأربعون عاماً، ونسبة 12.9% كانت ما بين الخامسة والأربعون حتى الرابعة والستون، ونسبة 9.7% كانت ضمن فئة الخامسة والستون عاماً فما فوق. يوجد لكل 100 أنثى 95.8 ذكر، ويوجد لكل 100 أنثى في الثامنة عشر من عمرها فما فوق 95.4 ذكر.
بلغ متوسط دخل الأسرة في المدينة 29,332 دولار، أما متوسط دخل العائلة فبلغ 45,845 دولار. وكان متوسط دخل الذكور 30,354 دولار مقابل 22,154 دولار للإناث. وسجل دخل الفرد الخاص بالمدينة 14,714 دولار. وكانت نسبة 13.6% من العائلات ونسبة 24.3% من السكان تحت خط الفقر، وكان من هؤلاء نسبة 17.1% تحت سن الثامنة عشر ونسبة 11.4% في الخامسة والستين من العمر وما فوق.

### تعداد عام 2010
بلغ عدد سكان وارنسبورغ 18,838 نسمة بحسب تعداد عام 2010، وبلغ عدد الأسر 6,803 أسرة وعدد العائلات 3,400 عائلة مقيمة في المدينة. في حين سجلت الكثافة السكانية 2,128.6 نسمة لكل ميل مربع (821.9/كم2). وبلغ عدد الوحدات السكنية 7,450 وحدة بمتوسط كثافة قدره 841.8 لكل ميل مربع (325.0/كم2).
وتوزع التركيب العرقي للمدينة بنسبة 85.3% من البيض و 0.5% من الأمريكيين الأصليين و 2.8% من الأمريكيين ذوي الأصول الآسيوية و 0.2% من سكان جزر المحيط الهادئ و 7.5% من الأمريكيين الأفارقة و 3.1% من عرقين مختلطين أو أكثر.
بلغ عدد الأسر 6,803 أسرة كانت نسبة 26.5% منها لديها أطفال تحت سن الثامنة عشر تعيش معهم، وبلغت نسبة الأزواج القاطنين مع بعضهم البعض 36.1% من أصل المجموع الكلي للأسر، ونسبة 10.4% من الأسر كان لديها معيلات من الإناث دون وجود شريك، بينما كانت نسبة 3.5% من الأسر لديها معيلون من الذكور دون وجود شريكة وكانت نسبة 50.0% من غير العائلات. تألفت نسبة 31.2% من أصل جميع الأسر من أفراد ونسبة 8.1% كانوا يعيش معهم شخص وحيد يبلغ من العمر 65 عاماً فما فوق. وبلغ متوسط حجم الأسرة المعيشية 2.96، أما متوسط حجم العائلات فبلغ 2.32.
بلغ العمر الوسطي للسكان 23.7 عاماً. وكانت نسبة 17.6% من القاطنين تحت سن الثامنة عشر، وكانت نسبة 36.2% بين الثامنة عشر والأربعة وعشرون عاماً، ونسبة 21.8% كانت واقعةً في الفئة العمرية ما بين الخامسة والعشرون حتى والأربعة وأربعون عاماً، ونسبة 15% كانت ما بين الخامسة والأربعون حتى الرابعة والستون، ونسبة 9.5% كانت ضمن فئة الخامسة والستون عاماً فما فوق. وتوزع التركيب الجنسي للسكان بنسبة 49.5% ذكور و50.5% إناث.